# Francis of Assisi
Francis of Assisi is een Amerikaanse dramafilm uit 1961 onder regie van Michael Curtiz.

## Verhaal
Franciscus houdt van het goede leven. Hij trekt ten strijde met de troepen die Assisi stuurt naar Sicilië. Onderweg hoort hij een stem die hem zegt terug te keren en op zoek te gaan naar zijn ware roeping. In Assisi wordt hij beschouwd als een deserteur.

## Rolverdeling
| Acteur           | Personage               |
| ---------------- | ----------------------- |
| Bradford Dillman | Franciscus van Assisi   |
| Dolores Hart     | Clara                   |
| Stuart Whitman   | Graaf Paolo van Vandria |
| Cecil Kellaway   | Kardinaal Hugolino      |
| Eduard Franz     | Pietro Bernardone       |
| Athene Seyler    | Tante Buona             |
| Finlay Currie    | Paus Innocentius III    |
| Mervyn Johns     | Broeder Juniper         |
| Russell Napier   | Broeder Elias           |
| John Welsh       | Canon Cattanei          |
| Harold Goldblatt | Bernard                 |
| Edith Sharpe     | Donna Pica              |
| Jack Lambert     | Scefi                   |
| Oliver Johnston  | Pastoor Livoni          |
| Malcolm Keen     | Bisschop Guido          |